# Эрнрот, Густав Густавович
Густав Густавович Эрнрот (швед. Gustav Robert Ehrnrooth; 19 [31] января 1821, Ловийса — 12 [25] октября 1911, Гельсингфорс) — русский военный и финляндский государственный деятель.

## Биография
Сын генерал-майора Густава Адольфа Эрнрота (1779—1848) и Иоганны Христины фон Платен (1796—1873), брат генерал-лейтенанта К. Г. Эрнрота.
Сдал экзамен на аттестат зрелости 9 июня 1837 года в Гельсингфорсе. Через полгода, 29 января 1838 года стал унтер-офицером в 1-й роте лейб-гвардии стрелкового финского батальона4 в том же году, 12 ноября был назначен младшим унтер-офицером в 4-ю роту батальона. 17 января 1839 года был назначен портупей-прапорщиком в 3-ю роту, 11 февраля 1839 переведён во 2-ю роту, 1 декабря 1839 года произведён в офицерский чин и переведён в 4-ю роту. 30 апреля 1841 года произведён в подпоручики и переведён в 3-ю роту, 30 мая 1842 года произведён в поручики и переведён во 2-ю роту, 29 марта 1846 года переведён в 3-ю роту, командиром которой он был назначен 22 апреля 1849 года. Штабс-капитан (15.06.1849), капитан (6.12.1851).
Участвовал в кампаниях 1854—1855 годов в ходе Крымской войны; 25 июня 1854 года был произведён в подполковники, и 3 июля переведён в штаб 1-го стрелкового батальона в Або. С 3 декабря 1854 года был командиром 6-го стрелкового батальона в Тавастегусе. Полковник (19.04.1859). 
С 23 апреля 1861 года — командир лейб-гвардии стрелкового финского батальона, 6 сентября 1863 стал флигель-адъютантом императора. Был произведён в генерал-майоры 30 августа 1864 года со старшинством с 27 марта 1866, с зачислением в Свиту.
С 21 ноября 1866 года назначен помощником инспектора стрелковых батальонов, 15 марта 1871 определён состоять для поручений при штабе инспектора стрелковых батальонов. Вышел в отставку с этой должности 8 октября 1876 года, оставшись в свите императора; 1 января 1878 года был произведён в генерал-лейтенанты и выбыл из состава Свиты. 
С 1 сентября 1885 года отставлен от службы с зачислением в пехотный резерв лейб-гвардии. По 1905 год числился в Лейб-гвардии 3-м стрелковом Финском батальоне.
С 1863 по 1906 годы был депутатом Финляндского сейма. Также был председателем Ассоциации коневодства Нюланда (1875—1911) и членом сельскохозяйственных обществ Нюланда и Тавастии. Был известен как военный писатель; опубликовал работу Projet d’une amélioration à introduire dans le système d’armement de l’infanterie (Lüttich 1847) об улучшении вооружения пехоты, а разведению лошадей посвящено его сочинение Kort handledning i hästens uppfödande och vård (1876).

## Награды
- Орден Святой Анны 3-й ст. (1.01.1846)
- Орден Святого Владимира 4-й ст. (2.08.1848)
- Орден Святой Анны 2-й ст. (6.12.1852)
- Знак отличия за XX лет службы (1859)
- Императорская корона к ордену Святой Анны 2-й ст. (30.08.1861)
- Орден Святого Владимира 3-й ст. (30.08.1863)
- Орден Святого Станислава 1-й ст. (30.08.1866)
- Орден Святой Анны 1-й ст. (20.04.1869)
- Императорская корона к ордену Святой Анны 1-й ст. (28.03.1871)
- Орден Святого Владимира 2-й ст. (30.08.1874)

## Семья
Даты по новому стилю
Жена (12.09.1853, Перная): графиня Вильгельмина Оттилиана Де Геер аф Тервик (12.09.1834—26.06.1916), дочь графа Роберта Фредрика
Де Геер аф Тервик (1797—1847) и Ловисы Фредрики Фок (1807—1886)
Дети:
- Роберт Густав (17.07.1854—29.11.1877)
- Карл Вильгельм (1.02.1856—30.03.1932)
- Фанни Ловиса (21.04.1857—12.10.1906)
- Хелена София (26.11.1858—7.08.1927)
- Анна Вильхельмина (5.09.1860—2.09.1861)
- Анна Элеонора (11.07.1862—9.12.1935)
- Алина Розина (2.01.1865—17.04.1946)
- Александр Казимир (10.03.1869—28.06.1950)
- Мари Дагмар (8.11.1876—27.01.1885)